# 위너의 콘서트 투어 목록
다음은 대한민국 남성 가수 그룹 위너의 콘서트 목록이다.

## 콘서트 투어

### WINNER 1st JAPAN TOUR 2014 (2014)
| 날짜             | 공연횟수 | 도시     | 국가 | 장소          |
| ---------------- | -------- | -------- | ---- | ------------- |
| 2014년 9월 11일  | 1        | 도쿄     | 일본 | 제프 도쿄     |
| 2014년 9월 23일  | 1        | 삿포로   | 일본 | 제프 삿포로   |
| 2014년 9월 28일  | 1        | 후쿠오카 | 일본 | 제프 후쿠오카 |
| 2014년 9월 30일  | 1        | 나고야   | 일본 | 제프 나고야   |
| 2014년 10월 1일  | 1        | 나고야   | 일본 | 제프 나고야   |
| 2014년 10월 3일  | 1        | 오사카   | 일본 | 제프 오사카   |
| 2014년 10월 4일  | 2        | 오사카   | 일본 | 제프 오사카   |
| 2014년 10월 10일 | 1        | 도쿄     | 일본 | 제프 도쿄     |
| 2014년 10월 11일 | 2        | 도쿄     | 일본 | 제프 도쿄     |

### 월드와이드 이너 서클 컨퍼런스 : WWIC (2015)
| 날짜            | 도시 | 국가     | 장소             |
| --------------- | ---- | -------- | ---------------- |
| 2015년 1월 31일 | 서울 | 대한민국 | 올림픽체조경기장 |

### WINNER 2st JAPAN TOUR 2015
- 2018 2st World wide inner cicle conference(wwic)
- 2018.6.17
- 올림픽공원 체조 경기장

## 공동 콘서트

### YG Family World Tour: Power (2014)

#### 투어 일정
| 날짜             | 도시     | 국가     | 장소                     | 관객 수  |
| ---------------- | -------- | -------- | ------------------------ | -------- |
| 2014년 4월 12일  | 대판     | 일본     | 교세라 돔                | 400,000+ |
| 2014년 4월 13일  | 대판     | 일본     | 교세라 돔                | 400,000+ |
| 2014년 5월 3일   | 동경     | 일본     | 도쿄 돔                  | 400,000+ |
| 2014년 5월 4일   | 동경     | 일본     | 도쿄 돔                  | 400,000+ |
| 2014년 8월 15일  | 서울     | 대한민국 | 올림픽체조경기장         | 400,000+ |
| 2014년 8월 30일  | 상해     | 중국     | 상하이 체육관            | 400,000+ |
| 2014년 9월 13일  | 싱가포르 | 싱가포르 | 싱가포르 실내 체육관     | 400,000+ |
| 2014년 9월 14일  | 싱가포르 | 싱가포르 | 싱가포르 실내 체육관     | 400,000+ |
| 2014년 10월 19일 | 북경     | 중국     | 노동자 경기장            | 400,000+ |
| 2014년 10월 25일 | 도원     | 대만     | 타오위엔 카운티 스타디움 | 400,000+ |

#### 세트 리스트
1. 2NE1 - Crush
2. 2NE1 - Fire
3. 2NE1 - 컴백 홈
4. 2NE1 - Gotta Be You
5. 위너 - Go Up
6. 위너 - 그리워해요 (2NE1)
7. 위너 - Smile Again
8. Epik High - Fly
9. Epik High & 박산다라 - Love Love Love
10. Epik High - Don’t Hate Me
11. 빅뱅 - Haru Haru
12. 빅뱅 - Blue
13. 빅뱅 - Koe Wo Kikasete
14. 빅뱅 - Fantastic Baby
15. 위너 & Team B - Just Another Boy
16. Team B - Climax
17. CL & G-Dragon - 나쁜 기집애
18. CL - MTBD
19. G-Dragon & 승리 - 크레용
20. T.O.P, 송민호 & 박산다라 - Doom Dada
21. 대성 & 이승훈 - Ugly (2NE1)
22. 태양 & Team B - Ringa Linga
23. 이하이 - Rose
24. 이하이 & 민지 - 1, 2, 3, 4
25. 2NE1 & 이하이 - If I Were You
26. 타블로 & 태양 - Tomorrow
27. 에픽하이 & 박봄 - UP
28. DJ 투컷, 위너 & Team B - 전화번호 (지누션)
29. 위너 & Team B - High High (G-Dragon & T.O.P)
30. 빅뱅 - I Love You (2NE1)
31. 2NE1 - Scream
32. 2NE1 - 내가 제일 잘 나가
33. 2NE1 - Can't Nobody
34. 빅뱅 - 천국
35. 빅뱅 - Hands Up
36. 빅뱅 - 가라가라 Go!!
37. 빅뱅 - 거짓말

앵콜:
1. YG 패밀리 - Go Away (2NE1)
2. YG 패밀리 - 강남 스타일 (싸이)
3. YG 패밀리 - Fantastic Baby (빅뱅)

## 같이 보기
- 위너의 음반 목록
- 위너의 음반 외 활동 목록